# Allium paniculatum
Allium paniculatum là một loài thực vật có hoa trong họ Amaryllidaceae. Loài này được L. mô tả khoa học đầu tiên năm 1759.

## Hình ảnh

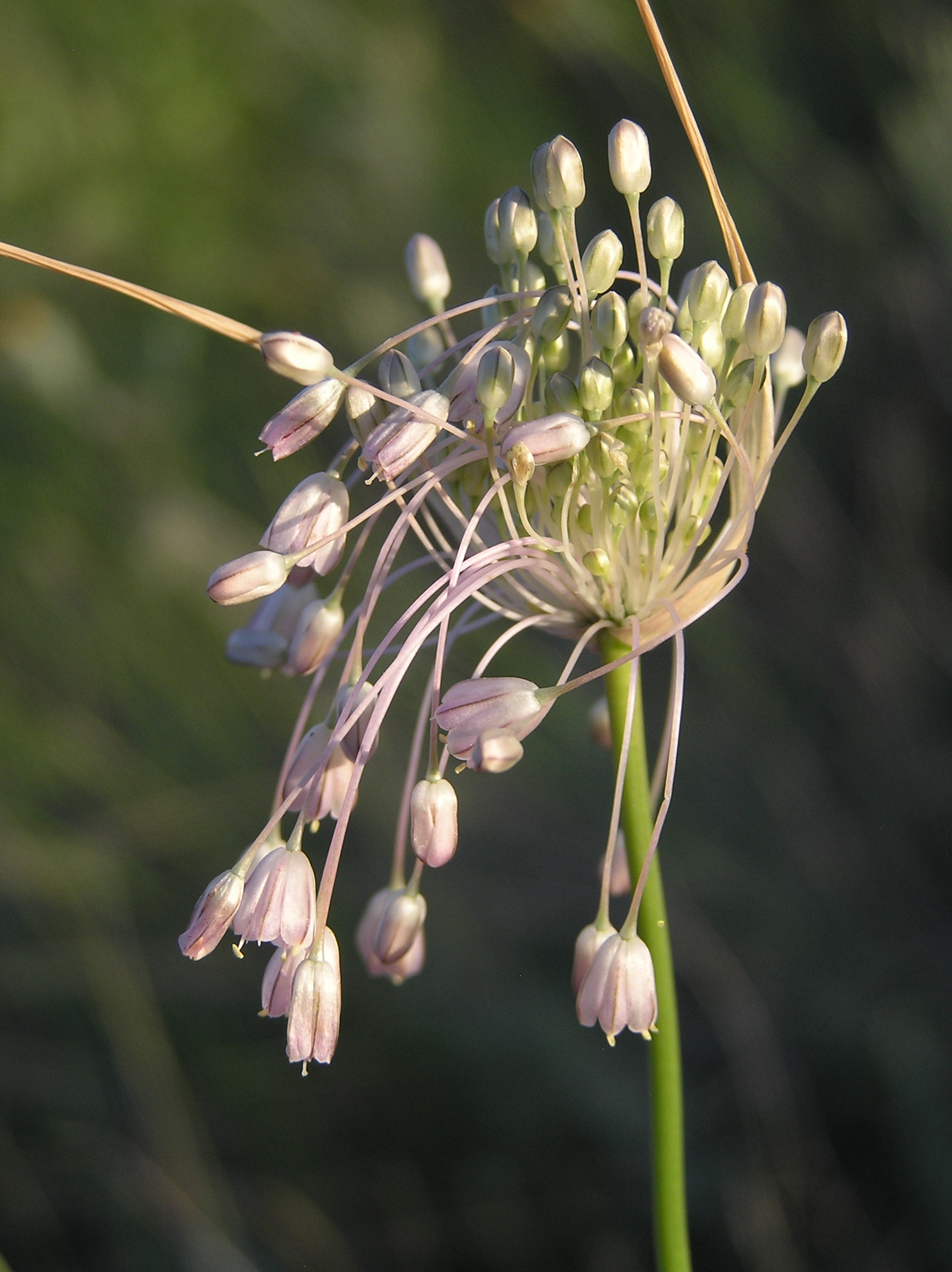
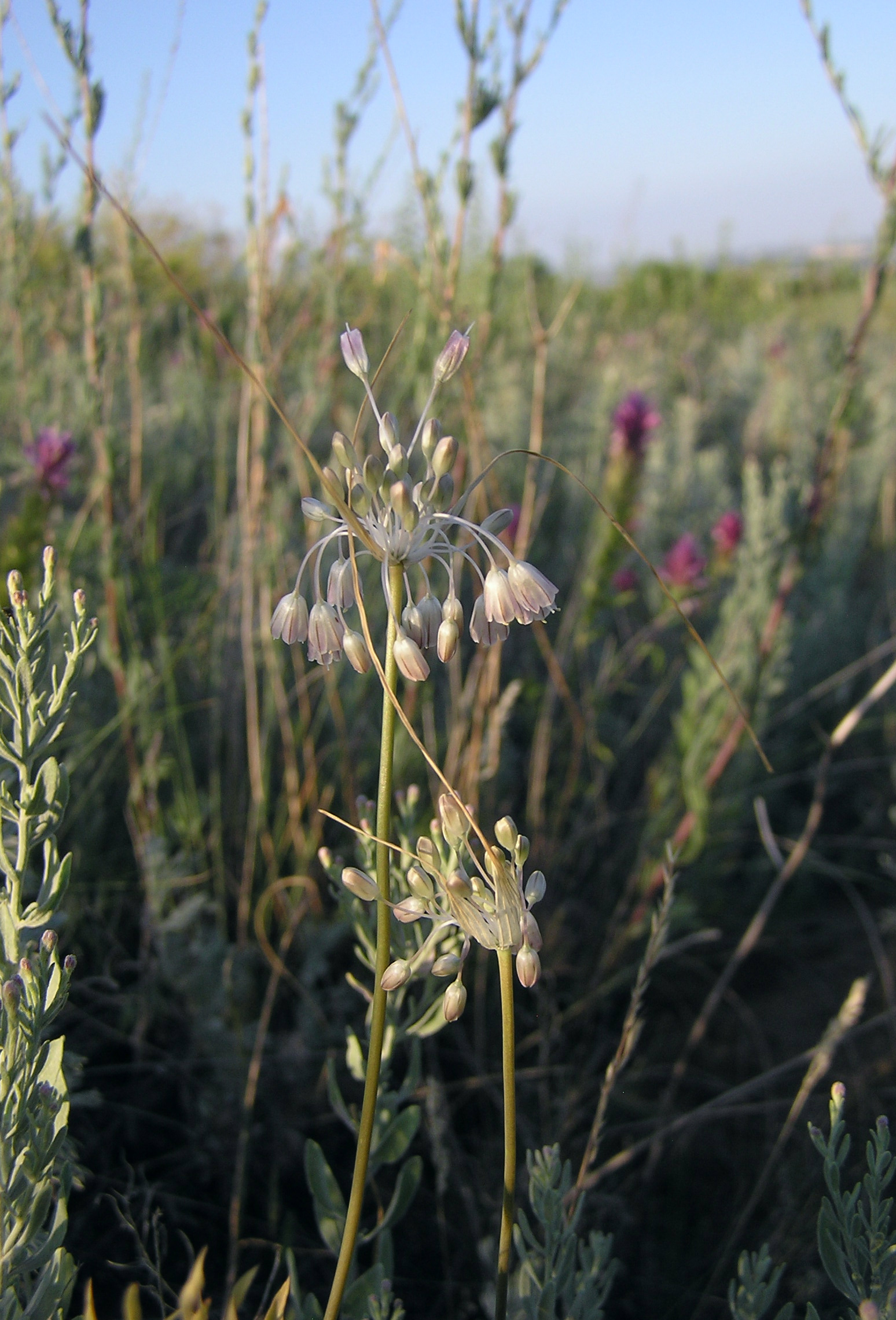
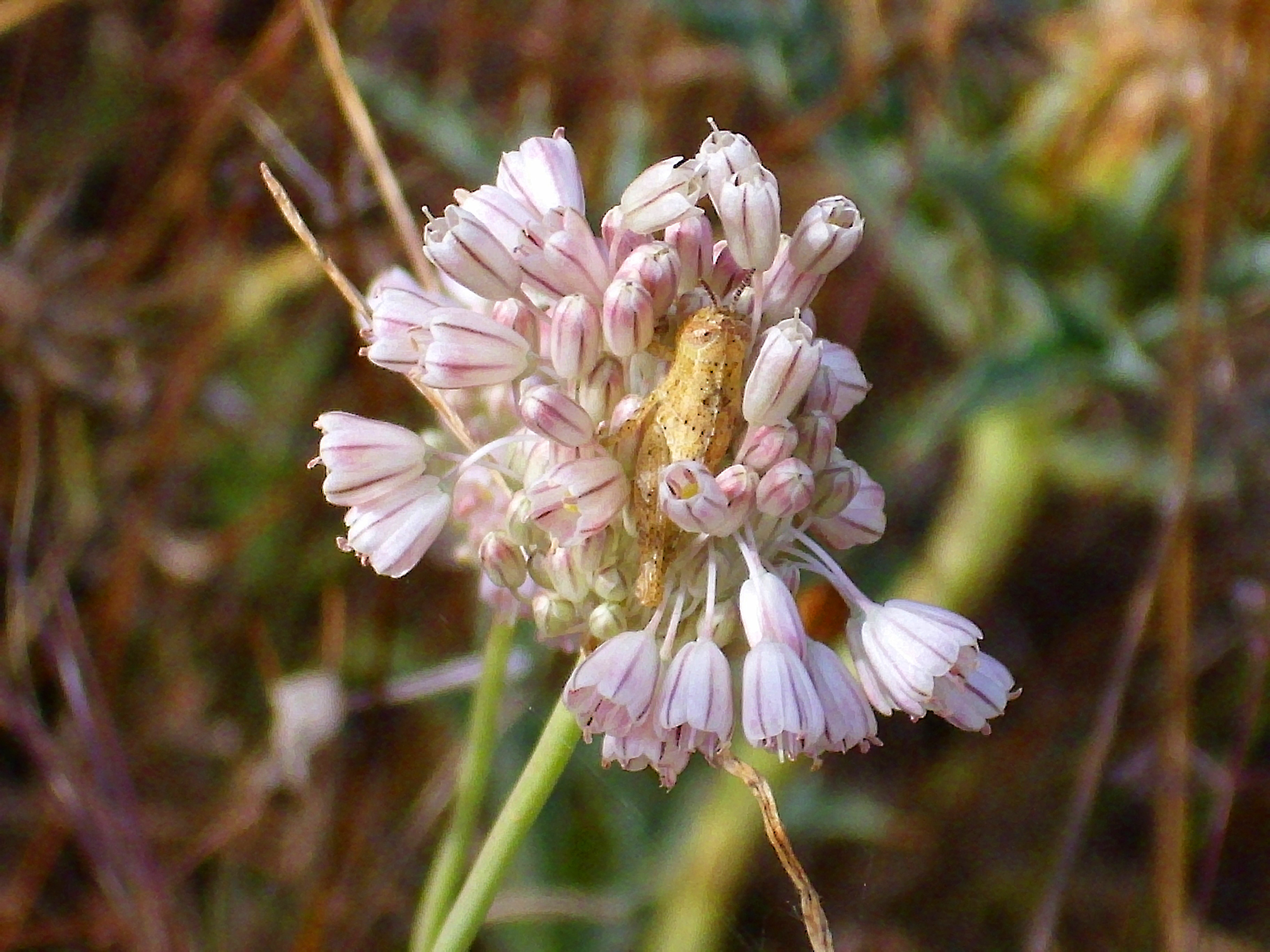
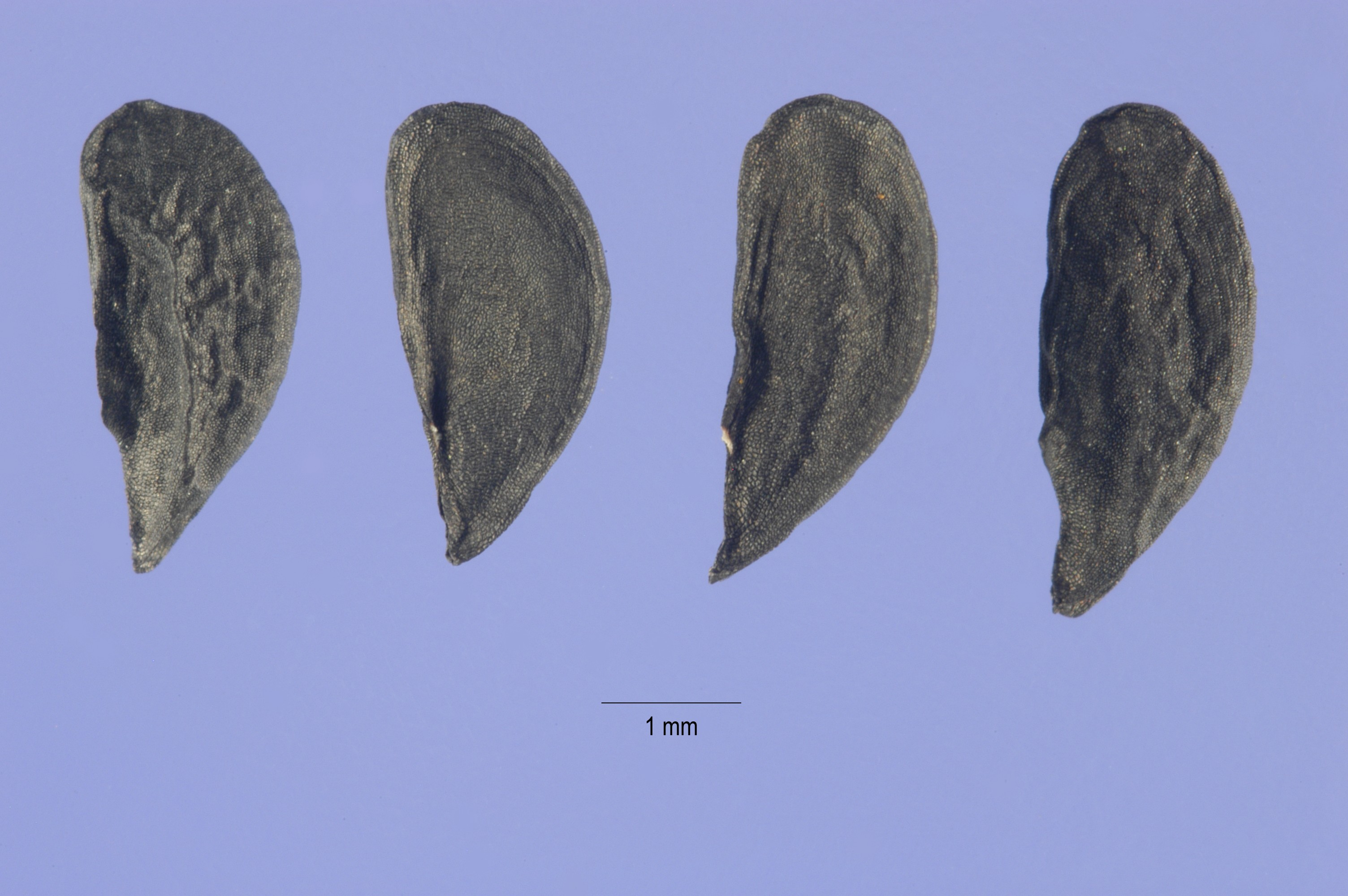